# Astro (banda chilena)
Astro fue una banda chilena de indie pop formada en 2008 por Andrés Nusser (voz, guitarra y teclados), Nicolás Arancibia (teclados y bajo), Daniel Varas (teclados y percusión) y Octavio Cavieres (batería y percusión).

## Historia
La banda fue formada a finales de 2008 por Andrés Nusser y Octavio Cavieres, quienes eran compañeros en la Escuela Moderna de Música, en conjunto con Moustaches!, dueto conformado por Daniel Varas y Nicolás Arancibia. En 2009, lanzaron de forma digital su primer EP titulado Le disc de Astrou, que llamó la atención a nivel nacional y latinoamericano. Al tiempo, tocaron en Argentina y Uruguay y, posteriormente, fueron invitados al festival de música Vive Latino en México. En ese país alcanzaron un éxito considerable a nivel radial con el tema "Maestro distorsión" y un sello independiente mexicano adquirió los derechos para editar la primera edición física de su EP (que fue lanzado en Chile a principios de 2011). En 2011, abrieron los conciertos de Metronomy y The Sea and Cake en Santiago, y se presentaron en importantes festivales como el Rock al Parque de Colombia o Primavera Fauna.
En el segundo semestre de 2011, lanzaron su primer álbum de estudio: Astro. El primer sencillo del álbum fue "Ciervos", tema que contó con el primer video musical del grupo, dirigido por Óscar Wakeman. Le siguieron los sencillos "Colombo" y "Panda" —el videoclip de este último fue censurado por Youtube—. En 2013, fueron uno de los artistas chilenos invitados a presentarse en el festival Lollapalooza en Chicago, Mysteryland en Ámsterdam y Primavera Sound en Barcelona.
Tiempo después de haber lanzado su sencillo "Hawaii" publicaron dos sencillos nuevos; "Caribbean" y "Druida", los cuales fueron un adelanto de su tercer disco y LP más reciente que estrenaron en diciembre de 2015 titulado "Chicos de la luz", el cual incluye los últimos dos sencillos mencionados.
El disco homónimo de la banda fue elegido por la National Public Radio entre los 50 discos de 2012:

Cuando tu cerebro está en llamas tras escuchar a la contraparte más politizada de la música chilena, Ana Tijoux, escuchar a Astro es como estar de vacaciones.

En mayo del 2016, Andrés Nusser anunció que dejará la banda y tomarán un receso indefinido tras la gira que darán por México, unas últimas fechas en ecuador y un concierto final que darán en Santiago.
.

## Integrantes
- Andrés Nusser - voz, guitarra y teclado
- Octavio Cavieres - batería
- Nicolás Arancibia (Lego Moustache) - Percusión, Bajo y coros
- Daniel Varas (Zeta Moustache)- teclados y coros

## Discografía

### Álbumes de estudio
- Astro (2011)
- Chicos de la luz (2015)

### EP
- Le disc de Astrou (2009)

### Sencillos
- Maestro distorsión (2009)
- Ciervos (2012)
- Colombo (2012)
- Panda (2013)
- Hawaii (2013)
- Manglares (2014)
- Caribbean (2015)
- Druida (2015)
- Warrior (2016)

### Remixes
- 2010: Javiera Mena - «Hasta la verdad»
- 2012: Svper - «La melodía del afilador»
- 2013: Gepe - «En la naturaleza (4-3-2-1-0)»

## Bandas sonoras
En videojuegos:
- La canción «Panda» es parte de la banda sonora del videojuego FIFA 13 de Electronic Arts.

En películas:
- La canción «Ciervos» es parte de la banda sonora en el filme chileno Joven y Alocada (2012).
- La canción «Maestro distorsión» aparece en la cinta chilena Drama (2010).
- Las canciones «Ea Dem!» y «Drogas mágicas» aparecen en el filme chileno Qué pena tu vida (2010).
- La canción «Volteretas» aparece en la película chilena Tráiganme la cabeza de la mujer metralleta (2012).
- Las canciones «Panda» y «Ciervos» aparecen en la película chilena-estadounidense Aftershock (2013).

Otros:
- En la publicidad de la serie de Discovery Channel Norteamérica aparece «Volteretas».
- La canción «Caribbean» aparece en la película Before I fall de 2017

## Premios
- 2013 LAMC Discovery Artist Winner